# Al Anderson

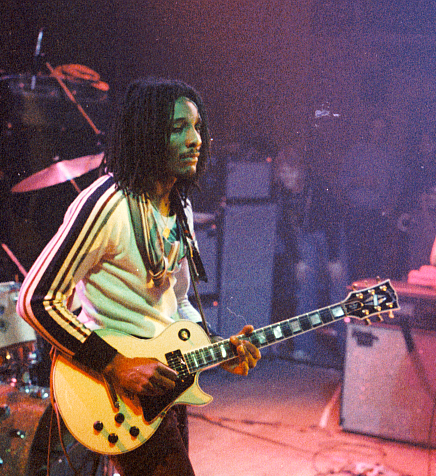
Al Anderson, 1978

Albert „Al“ Anderson (* 11. Oktober 1950 in Jersey, New York, USA) ist ein US-amerikanischer Gitarrist. Er war neben Junior Marvin Leadgitarrist bei Bob Marley & The Wailers und zudem der einzige US-Amerikaner der Wailers.
In seiner Jugend lernte Anderson Trompete zu spielen, bevor er zum E-Bass und später zur E-Gitarre wechselte. Zunächst spielte er bei den Centurions. Nachdem Chris Wood von der Band Traffic auf Anderson aufmerksam wurde, lud ihn dieser für Aufnahmen in England bei Island Records ein. Obwohl das Projekt schließlich scheiterte, wurde Anderson von Island Records fest angestellt. 1974 wurde er für Aufnahmen für Bob Marleys Album Natty Dread aufgeboten.
Anderson verblieb darauf bei den Wailers als Leadgitarrist bis 1976, als er bei Peter Tosh bei den Aufnahmen für dessen Alben Legalize It und Equal Rights mitwirkte. 1978 kehrte er zu den Wailers zurück, um bei deren Tournees in Europa und den USA zu spielen. Ab 1979 spielte er zusammen mit Marvin abwechslungsweise die Leadgitarre.
Auch nach Marleys Tod 1981 blieb Anderson bis heute bei den Wailers, welche weiterhin auf Tour sind. So trat er auch gemeinsam mit Black Uhuru, Don Carlos, Derrick Simpson und Garth Dennis auf. Seit den 1990er Jahren unternimmt er Gastspiele bei Albumaufnahmen für andere Musiker. So entstanden unter anderem Gastauftritte bei Lauryn Hill und Ben Harper.
Albert Anderson lebt in Los Angeles.